# Diego Salas Pombo
Diego Salas Pombo (Barcelona, 26 de septiembre de 1918-Madrid, 24 de abril de 1997) fue un político español, de ideología falangista, que ocupó puestos relevantes durante el franquismo, gobernador civil de varias provincias, vicesecretario general de FET y de las JONS,  procurador en las Cortes franquistas entre 1943 y 1977 y miembro del Consejo Nacional de FET y de las JONS.

## Biografía
Nació el 26 de septiembre de 1918 en Barcelona. «Camisa vieja» de Falange, antes de la contienda fue fundador y secretario provincial FE de las JONS en La Coruña. Durante la Guerra civil tomó parte en las operaciones militares, ascendiendo al rango de alférez de ingenieros del Ejército franquista. Al terminar la contienda fue nombrado inspector nacional del Sindicato Español Universitario (SEU), en sustitución de Enrique Sotomayor. Posteriormente cesaría al ser nombrado Secretario general del SEU; dimitiría de este puesto en abril de 1940 por su «delicado estado de Salud».
En agosto de 1941 fue nombrado jefe provincial de FET y de las JONS en La Coruña. Con posterioridad fue gobernador civil y jefe provincial del «Movimiento» de las provincias de Salamanca y Valencia. Fue propuesto en 1950 por Luis Carrero Blanco como posible ministro de la gobernación y secretario general del «Movimiento», aunque finalmente no se concretó dicha propuesta. En febrero de 1956, mientras estaba destinado en Valencia, José Luis Arrese le nombró vicesecretario general de FET y de las JONS. En esta época formó parte de la comisión que trabajó el anteproyecto de Ley de Principios del Movimiento Nacional que preparaba Arrese —el cual preveía convertir la dictadura franquista en un régimen plenamente totalitario—. El proyecto de ley tropezó con una fuerte resistencia por parte de sectores eclesiásticos y militares, a pesar de los repetidos intentos que Arrese y Salas Pombo hicieron para intentar convencer a los sectores no-falangistas del régimen.
Cesó como vicesecretario en 1957. Durante el resto de la dictadura ocupó otros cargos de menor importancia. Fue también procurador en las Cortes franquistas entre 1943 y 1977, así como miembro del Consejo Nacional del Movimiento.
Tras la muerte de Franco, fue uno de los 59 procuradores en las Cortes Franquistas que el 18 de noviembre de 1976 votaron en contra de la Ley para la Reforma Política que derogaba los Principios Fundamentales del Movimiento.

## Reconocimientos
- Gran Cruz de la Orden del Mérito Civil (1951)[15]
- Encomienda de la Orden de Cisneros[16]
- Gran Cruz de la Orden Imperial del Yugo y las Flechas (1952)[17]
  - Encomienda de la Orden Imperial del Yugo y las Flechas[16]